# Kanotix
Kanotix, je linuxový operační systém aktivně vyvíjený v Německu. Svobodná distribuce Linuxu disponuje pokročilou hardwarovou detekcí a je založená na stabilním vydání operačního systému Debian.

## Charakteristika
Kanotix je linuxový systém s instalační funkcí, který lze spustit ze zaváděcího média, z Live CD, DVD a později i s novějšími hybridními ISO obrazy a také ze zaváděcích USB médií, jako jsou USB flash disky, avšak je zde také možnost přímé instalace. Pro testování ani provoz není nutně vyžadován pevný disk ani instalace. 
Distribuce softwaru podporuje dvě grafická prostředí, KDE a LXDE.
Kanotix má funkční detekci hardwaru, a to i pro novější hardware. Obsahuje bezplatné a open source aplikace jako je rastrový grafický editor obrázků GIMP, webový prohlížeč Mozilla Firefox a e-mailového klienta Mozilla Thunderbird i řadu dalších aplikací. Aktuální verze Apache OpenOffice nebo LibreOffice je zahrnuta jako kancelářská aplikace. 
Nejnovější distribuce softwaru vydaná v roce 2024 je založená na linuxu Debian 12 („Bookworm“).
Spustitelná je na následujících instrukčních sadách procesoru:
- i686
- AMD64
- x86

## Historie
Původní distribuce softwaru byla vydána v roce 2003 a původně byla odvozena z live distribuce operačního systému Knoppix na nestabilní větvi Debian-Sid.
V roce 2004 bylo vydáno 10 verzí Kanotixu a v roce 2005 další čtyři stabilní verze s identifikací podle roku vydání a seriového čísla. Poslední verze na této platformě byla vydána 2. října 2006 pod názvem Kanotix-2006-01-RC4.
Po nespokojenosti se stabilitou softwaru byla v roce 2007 distribuce naprogramována na platformu Debian GNU/Linux 4.0 („Etch“) jako základ, což byla nová stabilní větev Debianu podporovaná od 8. dubna 2007 do 14. února 2009. 
Aby software mohl být podporován i na moderním hardwaru, zejména na přenosných počítačích, jako jsou notebooky nebo netbooky, bylo použito aktuální jádro (ze zdrojového kódu Ubuntu), které bylo adaptováno a upraveno pro verzi Debianu. 